# Johan 1. af Luxemburg, herre af Beauvoir
Johan 1. af Luxemburg, herre af Beauvoir (fransk: Jean de Luxembourg) (født ca. 1370, død 1397), var herre af Beauvoir (eller Beaurevoir) og Richebourg, og også (som Johan 2) greve af Brienne (i Aube) og af Conversano (i Apulien, Italien).
Johan 1. var søn af Guido 1. af Luxemburg, greve af Ligny.
Johan 1. blev far til Peter 1. af Luxemburg, greve af Saint-Pol og Brienne.